# L'ultima canzone del mondo
L'ultima canzone del mondo è un singolo della cantante italiana Chiara Galiazzo, pubblicato il 22 novembre 2019 come secondo estratto dal quarto album in studio Bonsai.

## Descrizione
La canzone, scritta dal cantautore Mahmood e da Francesco Catitti insieme alla stessa Chiara, era stata già presentata in anteprima al pubblico, per la prima volta il 9 novembre 2019, durante il concerto della cantante svoltosi presso La Sala dei Notari di Perugia, in occasione della diciassettesima edizione dei Macchianera Internet Awards. 

A proposito della genesi del brano, l'artista ha dichiarato di essere stata ispirata da un'esperienza turistica in Islanda, in cui aveva osservato in prima persona i risultati drammatici del cambiamento climatico.
 

La promozione del singolo vede la collaborazione dell'organizzazione ambientalista Greenpeace, in merito alla quale l'artista ha affermato: 

## Video musicale
Il video, diretto da Felipe Conceicao, è stato girato in Islanda ed è stato reso il 2 dicembre 2019 attraverso il canale YouTube della cantante.

## Tracce
Testi di Chiara Galiazzo e Alessandro Mahmoud, musiche di Francesco Cattiti e Alessandro Mahmoud.
1. L'ultima canzone del mondo – 3:35

## Formazione
- Chiara Galiazzo – voce
- Francesco "Katoo" Catitti – produzione, arrangiamento, programmazione
- Gaga Symphony Orchestra – archi
- Simone Tonin – direzione d'orchestra